# Impasse Berthaud
Impasse Berthaud är en återvändsgata i Quartier Sainte-Avoye i Paris 3:e arrondissement. Impasse Berthaud, som börjar vid Rue Beaubourg 22, är uppkallad efter en viss Jean Berthaud, som här anlade en jeu de paume-bana år 1577. 

## Omgivningar
- Saint-Nicolas-des-Champs
- Jardin Anne-Frank
- Musée de la Poupée – Au Petit Monde Ancien

## Kommunikationer
- Tunnelbana – linje  – Rambuteau

### Webbkällor
- ”Impasse Berthaud”. Mairie de Paris. http://www.v2asp.paris.fr/commun/v2asp/v2/nomenclature_voies/Voieactu/0914.nom.htm. Läst 23 juli 2019.
- ”L'impasse Berthaud”. Les rues de Paris. http://www.parisrues.com/rues03/paris-03-impasse-berthaud.html. Läst 23 juli 2019.